# Sanguina
Genre
Sanguina est un genre de la famille des Chlamydomonadaceae et est en partie responsable du Sang des glaciers.

## Description
Lors de sa description en 2019, le genre Sanguina se distingue des autres cystes rouges par le nombre de couches de sa paroi cellulaire, la taille et la morphologie de sa cellule et son habitat.
Les cystes sont sphériques et contiennent un noyau ainsi qu'un chloroplaste central. De nombreux globules lipidiques périphériques contenant des caroténoïdes de couleur rouge sont présents.

## Taxonomie
Le nom correct complet (avec auteur) de ce taxon est Sanguina Leya, Procházková & Nedbalová, 2019,,.

### Étymologie
Le nom de ce genre se réfère à la coloration rouge sang de la neige causée par la prolifération de ces cystes.

### Liste des espèces
Deux espèces ont été décrites :
- Sanguina nivaloides, espèce type du genre
- Sanguina aurantia

### Phylogénie
Le genre Sanguina se distingue des autres genres de la famille Chlamydomonadaceae en formant un clade distinct après analyse phylogénique des gènes de l'ARN ribosomique 18S et rbcL.